# Anna Brzezińska
Anna Brzezińska (n. 8 iunie 1971, Opole, Polonia) este o scriitoare poloneză de literatură științifico-fantastică. Ea este unul dintre cei mai tineri scriitori polonezi, cel mai cunoscută pentru saga sa de fantezie în lucru. Prima carte a seriei (Zbójecki Gościniec - Autostradă bandiților) a fost lansată în 1999 și revizuită ca Plewy na wietrze (Alunecare în vânt) în 2006. A mai scris romane ca Żmijowa harfa (Harpa întunecată) în 2000, Letni deszcz. Kielich (Ploaie de vară. Pocalul) în 2004, Za króla, ojczyznę i garść złota (Pentru rege, patrie și o mână de aur) (în colaborare cu Grzegorz Wiśniewski) în 2007,  Na ziemi niczyjej (În țara nimănui) (în colaborare cu Grzegorz Wiśniewski) în 2008.
Este absolventă a Institutului de Istorie al Universității Catolice din Lublin și absolventă și doctorand al Studiilor Medievale la Universitatea Central Europeană din Budapesta. A fost co-proprietară al editurii Runa. A primit trei ori al premiului Janusz A. Zajdel.
Pe Internet,  folosește ID-ul Sigrid. S-a căsătorit cu Grzegorz Wiśniewski. Locuiește la Varșovia.

## Lucrări

### Romane
- Zbójecki Gościniec (Bandit's Highway) - NOWA (1999); versiune revizuită publicată ca Plewy na wietrze (Chaff in the Wind) - RUNA (2006)
- Żmijowa harfa (A Drake Harp) - NOWA (2000)
- Letni deszcz. Kielich (Summer Rain. Cup) -  RUNA (2004)
- Za króla, ojczyznę i garść złota (For the King, the Country and the Handful of Gold) - cu Grzegorz Wiśniewski, RUNA 2007
- Na ziemi niczyjej (On No Man's Land) - cu Grzegorz Wiśniewski, RUNA 2008
- Letni deszcz. Sztylet (Summer Rain. Dagger) - RUNA (2009)
- Córki Wawelu. Opowieść o jagiellońskich królewnach (Daughters of Wawel. The story of the Jagiellonian princesses), Cracovia, Wydawnictwo Literackie, 2017.

### Colecții de povestiri
- Opowieści z Wilżyńskiej Doliny (Tales from the Wilzynska Valley) - RUNA (2002)
- Wody głębokie jak niebo (Waters as Deep as the Sky) - RUNA (2005)
- Wiedźma z Wilżyńskiej Doliny (The Witch of the Wilzynska Valley) - RUNA (2010)

## Legături externe
- Anna Brzezińska la Internet Speculative Fiction Database

## Vezi și
- Științifico-fantasticul în Polonia
- Listă de scriitori polonezi